# جام قهرمانان کونکاکاف ۱۹۹۱
جام قهرمانان کونکاکاف ۱۹۹۱ بیست و هفتمین دوره مسابقات بین‌المللی فوتبال باشگاهی سالانه جام قهرمانان کونکاکاف بود که در منطقه کونکاکاف (آمریکای شمالی، آمریکای مرکزی و دریای کارائیب) برگزار شد. مسابقات از ۱۷ آوریل تا ۲۴ سپتامبر ۱۹۹۱ به طول انجامید.
تیم‌ها به ۳ منطقه (شمالی، مرکزی و کارائیب) تقسیم شدند، که هر کدام تیم برنده را برای شرکت در مسابقات نهایی فرستادند، جایی که برندگان منطقه مرکزی و کارائیب یک بازی نیمه نهایی انجام دادند تا مشخص شود چه تیمی در فینال با برنده منطقه شمالی بازی می‌کند.
باشگاه مکزیکی پوئبلا با شکست ۴–۲ تیم ترینیدادی پلیس در مجموع، برای اولین بار عنوان قهرمانی این مسابقات را بدست آورد.

## منطقه آمریکای شمالی

### مرحله اول
| دندی تاون هورنتز | ۳–۱ | بروکلین ایتالیانس |
| ---------------- | --- | ----------------- |
|                  |     |                   |

| بروکلین ایتالیانس | ۳–۰ | دندی تاون هورنتز |
| ----------------- | --- | ---------------- |
|                   |     |                  |

| پمبروک هامیلتون | ۲–۰ | باشگاه ورزشی ایگلز |
| --------------- | --- | ------------------ |
|                 |     |                    |

| ایگلز | ۱–۲ | پمبروک هامیلتون |
| ----- | --- | --------------- |
|       |     |                 |

### مرحله دوم
| پوئبلا | – | بروکلین ایتالیانس |
| ------ | - | ----------------- |
|        |   |                   |

| اودیگ | – | پمبروک هامیلتون |
| ----- | - | --------------- |
|       |   |                 |

بروکلین ایتالیانس و پمبروک هامیلتون انصراف دادند و پوئبلا و اودیگ به طور خودکار به مرحله سوم راه یافتند.

### مرحله سوم
| پوئبلا                  | ۲–۰ | بروکلین ایتالیانس |
| ----------------------- | --- | ----------------- |
| - چاوس ۳۰' - پابلیت ۶۹' |     |                   |

پوئبلا به سری نهایی کونکاکاف راه یافت.

## منطقه آمریکای مرکزی

### مرحله اول
| تیم ۱        | نتیجه نهایی | تیم ۲            | بازی رفت | بازی برگشت |
| ------------ | ----------- | ---------------- | -------- | ---------- |
| تائورو       | ۵ - ۰       | آمریکا ماناگوا   | ۵ - ۰    | ۰ - ۰      |
| ساپریسا      | ۸ - ۲       | رئال استیلی      | ۴ - ۱    | ۴ - ۱      |
| آلاخولنسه    | ۱۱ - ۱      | پلازا آمادور     | ۴ - ۱    | ۷ - ۰      |
| آکروس دورلیز | ۰ - ۸       | لوئیس آنخل فیرپو | ۰ - ۴    | ۰ - ۴      |
| رئال اسپانیا | ۶ - ۰       | آکروس وردس       | ۵ - ۰    | ۱ - ۰      |
| موتاگوا      | ۱ - ۲       | کامیونیکیشنس     | ۱ - ۱    | ۰ - ۱      |
| مونیسیپال    | ۳ - ۶       | آلیانسا          | ۲ - ۵    | ۱ - ۱      |

### مرحله دوم
| تیم ۱            | نتیجه نهایی | تیم ۲        | بازی رفت | بازی برگشت |
| ---------------- | ----------- | ------------ | -------- | ---------- |
| ساپریسا          | ۵ - ۱       | تائورو       | ۳ - ۱    | ۲ - ۰      |
| لوئیس آنخل فیرپو | ۵ - ۴       | کامیونیکیشنس | ۲ - ۰    | ۳ - ۴      |
| آلیانسا          | ۱ - ۲       | رئال اسپانیا | ۰ - ۱    | ۱ - ۱      |

آلاخولنسه به قرعه استراحت خورد.

### مرحله سوم
| تیم ۱            | نتیجه نهایی | تیم ۲     | بازی رفت | بازی برگشت |
| ---------------- | ----------- | --------- | -------- | ---------- |
| رئال اسپانیا     | ۳–۰         | آلاخولنسه | ۲–۰      | ۱–۰        |
| لوئیس آنخل فیرپو | ۱–۴         | ساپریسا   | ۱–۱      | ۰–۳        |

### مرحله چهارم
| تیم ۱   | نتیجه نهایی | تیم ۲        | بازی رفت | بازی برگشت |
| ------- | ----------- | ------------ | -------- | ---------- |
| ساپریسا | ۱–۴         | رئال اسپانیا | ۱–۲      | ۰–۲        |

رئال اسپانیا به سری نهایی کونکاکاف راه یافت.

## منطقه کارائیب

### مرحله اول
| تیم ۱               | نتیجه نهایی | تیم ۲               | بازی رفت | بازی برگشت |
| ------------------- | ----------- | ------------------- | -------- | ---------- |
| سولیداریتی اسکولایر | ۱–۳         | مارینویس            | ۰–۲      | ۱–۱        |
| استرایکرز           | ۱–۲         | راسینگ گونیو        | ۰–۰      | ۱–۲        |
| کاپویس              | ۴–۳         | سیتوک               | ۳–۰      | ۱–۳        |
| بلک لایونز          | ۱–۲         | اسکولارز اینترنشنال | ۱–۱      | ۰–۱        |
| اس‌یوبی‌تی            | ۰–۶         | ترانسوال            | ۰–۳      | ۰–۳        |
| المپیک مارین        | ۳–۲         | کوروشین             | ۰–۰      | ۳–۲        |
| پلیس                | ۴–۴         | رنو                 | ۲–۱      | ۲–۳        |
| رابین‌هود            | ۲–۳         | دیفنس فورس          | ۱–۰      | ۱–۳        |
| ستاره مورن-آه-لو    | استراحت     |                     |          |            |

### مرحله دوم
| تیم ۱               | نتیجه نهایی | تیم ۲            | بازی رفت | بازی برگشت |
| ------------------- | ----------- | ---------------- | -------- | ---------- |
| راسینگ گونیو        | ۳–۴         | مارینویس         | ۱–۱      | ۲–۳        |
| باشگاه ورزشی کاپویس | ۱–۴         | ستاره مورن-آه-لو | ۱–۱      | ۰–۳        |
| پلیس                | ۴–۰         | ترانسوال         | ۲–۰      | ۲–۰        |
| اسکولارز اینترنشنال | ۰–۷         | دیفنس فورس       | ۰–۶      | ۰–۱        |
| المپیک مارین        | استراحت     |                  |          |            |

### مرحله سوم
| تیم ۱        | نتیجه نهایی | تیم ۲            | بازی رفت | بازی برگشت |
| ------------ | ----------- | ---------------- | -------- | ---------- |
| المپیک مارین | ۸–۰         | ستاره مورن-آه-لو | ۵–۰      | ۳–۰        |
| دیفنس فورس   | ۲–۳         | پلیس             | ۱–۰      | ۱–۳        |
| مارینویس     | استراحت     |                  |          |            |

### مرحله چهارم
| تیم ۱        | نتیجه نهایی | تیم ۲ | بازی رفت | بازی برگشت |
| ------------ | ----------- | ----- | -------- | ---------- |
| مارینویس     | ۴–۵         | پلیس  | ۳–۲      | ۱–۳        |
| المپیک مارین | استراحت     |       |          |            |

### مرحله پنجم
| تیم ۱        | نتیجه نهایی | تیم ۲ | بازی رفت | بازی برگشت |
| ------------ | ----------- | ----- | -------- | ---------- |
| المپیک مارین | ۴–۵         | پلیس  | ۳–۲      | ۱–۳        |

پلیس به سری نهایی کونکاکاف راه یافت.

## نیمه نهایی
| تیم ۱        | نتیجه نهایی | تیم ۲ | بازی رفت | بازی برگشت |
| ------------ | ----------- | ----- | -------- | ---------- |
| رئال اسپانیا | ۰–۱         | پلیس  | ۰–۰      | ۰–۱        |

پوئبلا به قرعه استراحت خورد.
پلیس و پوئبلا به فینال راه یافتند.

## فینال
| پوئبلا                                    | ۳–۱ | پلیس      |
| ----------------------------------------- | --- | --------- |
| - رویز ۵' - گلینسکی ۳۴' - پائولو سزار ۷۴' |     | آلفرد ۵۹' |

| پلیس          | ۱–۱ | پوئبلا    |
| ------------- | --- | --------- |
| - پویسوئن ۷۰' |     | پورتو ۵۶' |